# Extraordinarie
Extraordinarie (förkortas e.o., latin för "utanför det ordinarie/vanliga") eller extra ordinarie är ett tillägg som använts i många statliga tjänstetitlar för att beteckna en visstidsanställning, till skillnad från en ordinarie tillsatt tjänsteman, som har förordnande på livstid (tillsvidareanställning).
Detta tjänstebegrepp finns inte längre i den svenska statsförvaltningen, men används alltjämt inom de Kungliga hovstaterna och då bland annat av Kleresistaten för extra ordinarie hovpredikanter.